# Луд за Ејми
Луд за Ејми (енгл. Chasing Amy), америчка је љубавна филмска комедија из 1997. године, у режији Кевина Смита, а по његовом сценарију. Главне улоге играју Бен Афлек, Џои Лорен Адамс и Џејсон Ли.
Филм говори о младом стрип цртачу Холдену (Афлек) који се заљубљује у младу девојку Алису лезбијку (Адамс), на незадовољство свог најбољег пријатеља Бенкија (Ли). Ово је трећи филм у Смитовом „Вју Аскјуниверс” (View Askewniverse) серијалу.

## Радња
Холден и Бенки су пријатељи, као и партнери у стварању стрипа Bluntman and Chronic, заснованог на Џеју и Тихом Бобу. Једног дана, Холден упознаје Алису. Девојка такође црта стрипове. Холден се заљубљује у њу, али његове наде се распадају када сазна да је Алиса лезбијка.
После извесног шока, Холден наставља да се удвара Алиси, на велико незадовољство његовог пријатеља Бенкија. Као резултат тога, Холден постиже свој циљ, а Алиса постаје његова девојка. Међутим, ствари не иду тако глатко како би желели. Бенки проналази заједничке школске пријатеље Холдена и Алисе, који откривају да Алиса иза леђа има богату сексуалну прошлост, не само са особама истог пола. Холдена муче нова сазнања о својој девојци и он јој организује испитивање на хокејашкој утакмици. Алиса признаје да је имала искуства са групним сексом. Холден дуго размишља како да реши постојеће потешкоће са својом девојком и најбољим пријатељем. Одлучује да их споји и понуди секс у троје. Добија Бенкијев пристанак, али Алиса одбија. Пре одласка каже да воли Холдена, али да неће бити његова конкубина. Бенки такође одлази и тако прекида њихово пријатељство.
Годину дана касније, Бенки и Холден представљају своје стрипове на изложби у Њујорку. Бивши пријатељи се виђају, али комуницирају издалека, користећи гестове и изразе лица. Бенки се тужно осмехује када поново види свог пријатеља. Постаје јасно да је Холден напустио издавачку кућу и продао своја права на „Блантмен и Кроник” Бенкију. Банки показује Алиси и позива га да јој приђе. Холден има кратак разговор са Алисом и даје јој копију свог стрипа Јурећи Ејми на основу њихове неуспешне везе. Након што Холден оде, Алисин нови пријатељ пита са ким је разговарала. Покушавајући да звучи равнодушно, Алиса одговара: „Само тип кога сам познавала”.